# 船橋明大生強盗殺人事件
船橋明大生強盗殺人事件（ふなばしめいだいせいごうとうさつじんじけん）とは2001年（平成13年）に千葉県船橋市で発生した日本の殺人事件。

## 概要
2001年6月20日に遊び仲間の少年3人（18歳1人、17歳2人）は船橋市内の友人の電話の対応に腹を立てて友人を痛めつけようと考えて、JR東日本武蔵野線船橋法典駅に友人を呼び出したが友人は現れなかったことを受けて、1人が誰かを殴ることを提案し、2人も同意した。
少年3人の目の前を偶然自転車で横切った明治大学3年の男子学生（当時21歳）が視界に入り、少年は「あいつでいいじゃん」と言って、男子学生の自転車を追い越して停止させた。少年3人は金属バットやビニール傘で被害者を殴打し、所持金約5000円を奪い、路上に放置し逃走した。被害者は同日午前6時半頃に通行人に発見されたが、既に意識不明の状態で間もなく死亡した。
少年3人は犯行後に血の付いた靴下やシャツをライターで焼き捨てた。翌日の新聞で被害者が死亡したことを知ると、犯行に使用した車に消火器をまいて指紋を消そうとし、犯行に使用した金属バットは海に投げ捨てた。
捜査が身辺に及んだことを察知した少年3人はガソリンにかけて車を焼くなどさらなる証拠隠滅を図ったうえ、逮捕されても黙秘をしようと申し合わせていた。しかし、少年3人は車の目撃情報等から、7月から8月にかけて逮捕され、9月までに強盗殺人罪で起訴された。なお少年3人は、2001年6月28日に千葉県市川市で原付で追い抜きざまにひったくり、2001年7月3日に同県白井市で普通自動車を盗み、同月16日には茨城県内で三件の原付を使ったひったくりなど本事件以外にも複数の事件を起こしている。
千葉地方裁判所で行われた裁判では「殺意はあったか」「所持金を奪ったのは強盗に当たるか」の2点が争われた。判決では「少年らには死んでも構わないとする未必の故意があった」「被害者はかなりの暴行を加えられて反抗を抑圧されており、強盗罪が適用できる」と判断して検察側の主張を認め、3人に求刑通り無期懲役判決を言い渡した。2001年3月31日までの少年法では18歳未満時点で犯罪を犯した者には無期刑に該当する犯罪は懲役15年までの有期刑に減軽しなければならない規定があったが、2001年4月1日に施行された少年法では18歳未満時点で犯罪を犯した者にも無期刑を適用できるようになっており、18歳未満の少年が無期懲役判決を受けた全国初のケースだった。被告人は上訴するも、2005年2月10日に最高裁が上告を棄却して無期懲役判決が確定した。